# أسلمة
الأسلمة هو مصطلح سياسي يستخدمه منتقدوا من ينادي بتحكيم الشريعة الإسلامية، وقد استخدم المصطلح بعد زوال الاحتكام للشريعة الإسلامية في بلاد المسلمين، وتختلف عن التنصير، والتهويد، إذ أن الإسلام لا يقبل من يدخل دين الإسلام دون الإيمان قولاً باللسان وتصديقاً بالقلب وعملاً بالجوارح، ولا يُكرِه الكفار على الإسلام بل يخيرهم بين القتل أو الجزية إن رفضوا الإسلام، قال تعالى: ﴿لَا إِكْرَاهَ فِي الدِّينِ قَد تَّبَيَّنَ الرُّشْدُ مِنَ الْغَيِّ فَمَن يَكْفُرْ بِالطَّاغُوتِ وَيُؤْمِن بِاللَّهِ فَقَدِ اسْتَمْسَكَ بِالْعُرْوَةِ الْوُثْقَىٰ لَا انفِصَامَ لَهَا وَاللَّهُ سَمِيعٌ عَلِيمٌ﴾. وقد استخدم المصطلح في محاولة إعادة الدولة الإسلامية في باكستان وإيران وماليزيا والجزائر والسودان سابقاً.

## خلفية تاريخية
تاريخياً ظهر مصطلح الأسلمة بعد دخول مصر حقبة توارث أبناء محمد علي الحكم وبداية تأسيس دولة مصر والابتعاد عن توحيد الحاكمية، كرد فعل لعمليات التغريب والعلمنة. في الإعلام العربي الحديث اُستخدم مصطلح الأسلمة للتعبير عن محاولة فرض عادات أو أفكار أو أساليب معينة على المجتمع. ويعتبر الإسلاميون أن الأسلمة عودة إلى طبيعة المجتمعات الإسلامية وإعادة الدولة الإسلامية وليس فرض شيء جديد. ومثال ذلك أسلمة الثقافات بالدعوة إلى معرفة وتبني العقيدة الإسلامية والشريعة في أمور الحياة السياسية والاقتصادية والاجتماعية العامة والخاصة.

### العصر الحديث (من 1970 حتى الآن)
يبدو أن الأسلمة في العصر الحديث هي عودة الفرد إلى القيم والمجتمعات الإسلامية وقواعد اللباس. تطور آخر هو الإسلام الذي وضعه الباحثون في الإسلام عبر الوطني جيل كيبيل، وأوليفييه روا، والذي يتضمن بالشعور «بالهوية الإسلامية العالمية المتعاظمة» التي يشترك فيها عادةً المهاجرون المسلمون وأطفالهم الذين يعيشون في بلدان غير إسلامية:
إن التكامل المتزايد للمجتمعات العالمية نتيجة لتعزيز الاتصالات، ووسائل الإعلام، والسفر، والهجرة يجعل من المفهوم مفهوم إسلام واحد يُمارس في كل مكان بطرق مشابهة، وإسلام يتخطى الأعراف القومية والإثنية.

هذا لا يعني بالضرورة المنظمات السياسية أو الاجتماعية:
الهوية الإسلامية العالمية لا تعني بالضرورة أو حتى عادةً تنظيم عمل جماعي. على الرغم من اعتراف المسلمين بالانتماء العالمي، إلا أن القلب الحقيقي للحياة الدينية الإسلامية لا يزال خارج السياسة - في الجمعيات المحلية للعبادة والنقاش والمساعدة المتبادلة والتعليم والجمعيات الخيرية وغيرها من الأنشطة المجتمعية.
التطور الثالث هو نمو وتطوير المنظمات العسكرية عبر الوطنية. كانت في الثمانينات والتسعينيات من القرن العشرين، مع العديد من الصراعات الكبرى في الشرق الأوسط، بما في ذلك الصراع العربي الإسرائيلي، وأفغانستان في الثمانينيات من القرن الماضي وعام 2001 م، وحروب الخليج الثلاث (1980-1989، 1990-1991، 2003)، لتكون عوامل حافزة لتدويل متزايد. وكانت شخصيات مثل أسامة بن لادن وعبد الله عزام حاسمة في هذه التطورات، بقدر ما كانت السياسة المحلية والعالمية.

#### أسلمة قطاع غزة
قد نما تأثير الجماعات الإسلامية في قطاع غزة منذ عقد 1980، خاصةً مع ارتفاع الفقر والقتال مع إسرائيل في الانتفاضة الفلسطينية الثانية عام 2000. واستمرت الجهود الرامية إلى فرض الشريعة والتقاليد الإسلامية عندما استولت حماس بالقوة على المنطقة في يونيو من عام 2007 وطردت قوات الأمن الموالية للرئيس محمود عباس. وبعد انتهاء الحرب الأهلية، أعلنت حماس «نهاية العلمانية والهرطقة في قطاع غزة». وللمرة الأولى منذ الانقلاب السوداني عام 1989 الذي أوصل عمر البشير إلى السلطة، حكمت جماعة الإخوان المسلمين الإقليم الجغرافي في المنطقة. تتهم جماعات حقوق الإنسان في غزة حماس بتقييد العديد من الحريات في سياق هذه المحاولات.
في حين أن إسماعيل هنية نفى رسمياً اتهاماته بأن حماس تنوي تأسيس إمارة إسلامية، كتب جوناثان شانزر أنه في السنتين التاليتين للانقلاب عام 2007، أظهر قطاع غزة خصائص حركة طالبان، وهي عملية تقوم بموجبها المنظمة الإسلامية بفرض قواعد صارمة على النساء، أو تشجيع أو معاقبة الأنشطة المرتبطة عادةً بالثقافة الغربية أو المسيحية، واضطهاد الأقليات غير المسلمة، وفرض تفسيرها الخاص للشريعة، ونشر الشرطة الدينية لفرض هذه القوانين.
وفقاً لمنظمة هيومن رايتس ووتش، كثفت حكومة غزة التي تسيطر عليها حماس جهودها من أجل «أسلمة» غزة في عام 2010، وهي الجهود التي شملت «قمع» المجتمع المدني و«الانتهاكات الشديدة للحرية الشخصية». كتب الصحفي خالد أبو طعمه في عام 2009 أن «حماس تحول قطاع غزة تدريجياً إلى كيان إسلامي على طريقة طالبان». ووفقاً لمخيمار أبوسادا، أستاذ العلوم السياسية بجامعة الأزهر بغزة، «الحكم بنفسه، حماس يمكن أن يختم أفكاره على الجميع (...) لقد كانت أسلمة المجتمع دائماً جزءاً من إستراتيجية حماس».

## التعريب والأسلمة
اعتماداً على أن مصادر التشريع والوحي في الإسلام جاءت باللغة العربية؛ يعتبر الإسلاميون بعض أنواع التعريب جزء من معنى الأسلمة، مثل تعريب اللغة والثقافة، وتعريب العبادات كالصلاة والأذكار للأعجمي.

## موضوعات الأسلمة
أسلمة السياسة أي تغيير النظام السياسي؛ ليتوافق مع الإسلام السياسي، ومنطلقاته، وأساليبه، وأهدافه؛ ليتوافق مع الشريعة الإسلامية، وأيضاً أسلمة الاقتصاد أي تغيير البنية الاقتصادية للدولة؛ للتوافق مع الاقتصاد الإسلامي. ومنها أسلمة البنوك خاصة فيما يتعلق بالربا وفوائد البنوك، والمضاربة، والمشاريع الاستثمارية، والبورصة، ويُعتبر هذا هو الجزء الأكثر رواجاً من أنواع الأسلمة.
أسلمة العلوم أول من أطلق هذه اللفظة كان جعفر شيخ إدريس في مؤتمر لعلماء الاجتماع المسلمين في أمريكا في منتصف السبعينات، وأول من نشره ”المعهد العالمي للفكر الإسلامي” تحت مصطلح (أسلمة المعرفة).

## اعتراضات
اعتُرِض على مصطلح الأسلمة بأنه مصطلح غير منضبط لغةً؛ بأن استخدامات (أسلم) في اللغة لا تساعد على ذلك، فهي تأتي لازمة؛ بمعنى أسلم الرجل أي دخل في الإسلام وأسلم بمعنى أسلف، وتأتي متعدية بمعنى فوَّض فتقول أسلم أمره لله، وبمعنى خذل كقولك: أسلم صديقه للعدو، واستخدامها هنا لا يصح لغة؛ لأنه يستخدم الفعل المتعدي بمعنى الفعل اللازم. وسبب الخطأ أن (الأسلمة) ترجمة للكلمة الإنجليزية Islamization (بمعنى: جعل الشيء مسلماً!) وهي تركيب خاطئ في اللغة العربية كما تقدم. وثمة اعتراض معنوي على المصطلح قدَّمه د. مقداد يالجن هو أن العلوم لاتوصف بالإسلام لأن الإسلام يقتضي إرادة واختياراً من المسلم، والعلوم جامدة لاإرادة لها ولا اختيار (**)؛ ونتيجة لتلك الاعتراضات تحول المعهد العالمي للفكر والمعرفة من هذا المصطلح بعد تبنيه إلى مصطلح (إسلامية المعرفة)، ويطول الجدل بين التيارات الإسلامية والتيارات العلمانية في إطلاق هذا المصطلح، حيث يعتبره الإسلاميون شكلاً من أشكال مقاومة فرض التغريب، والعلمنة، من قِبل الأنظمة الحاكمة.. في حين يعتبره العلمانيون شكلاً من أشكال فرض التفسيرات المتشددة للإسلام.

## انظر ايضًا
- أسلمة مصر
- أسلمة القدس الشرقية في ظل الإدارة الأردنية
- أسلمة قطاع غزة